# Wilhelm Schröder (homme politique)
Pour les articles homonymes, voir Wilhelm Schröder.
Wilhelm Schröder, né le 18 octobre 1913 à Erfurt (Empire allemand) et mort le 2 mai 1968 à Dresde (RDA), est un homme politique est-allemand. Il est ministre de l'Agriculture, des Forêts et de l'Agroalimentaire entre 1952 et 1953.

## Biographie
En 1940, il rejoint le NSDAP. Il est soldat dans la Wehrmacht et est incarcéré par les Soviétiques jusqu'en 1948. Là, il intègre une Antifa-Schule.